# Coppa del Baltico 2010
La Coppa del Baltico 2010 è stata la 23ª edizione della competizione, la 12ª dalla reistituzione di questa manifestazione nel 1991 a seguito del collasso dell'Unione Sovietica.
Ha visto la vittoria della Lituania, per l'occasione Paese ospite, che si è aggiudicata per la decima volta la Coppa del Baltico.

## Formula
La formula è quella tradizionale della manifestazione, che prevede un girone all'italiana con partite di sola andata tra le tre formazioni partecipanti.

## Classifica finale
| Pos. | Squadra  | Pt | G | V | N | P | GF | GS | DR |
| ---- | -------- | -- | - | - | - | - | -- | -- | -- |
| 1.   | Lituania | 3  | 2 | 1 | 1 | 0 | 2  | 0  | +2 |
| 2.   | Lettonia | 2  | 2 | 0 | 2 | 0 | 0  | 0  | 0  |
| 3.   | Estonia  | 1  | 2 | 0 | 1 | 1 | 0  | 2  | -2 |

## Risultati
| Kaunas 18 giugno 2010, ore 18:10 UTC+3 Incontro 1 | Lituania | 0 – 0 referto | Lettonia | Dariaus-Girėno (1000 spett.)\| Arbitro: \| Kaasik \| |
| Arbitro:                                          | Kaasik   |               |          |                                                      |

| Kaunas 19 giugno 2010, ore 18:10 UTC+3 Incontro 2 | Lettonia | 0 – 0 referto | Estonia | Dariaus-Girėno (300 spett.)\| Arbitro: \| Mažeika \| |
| Arbitro:                                          | Mažeika  |               |         |                                                      |

| Arbitro: | Sipailo |

|  |           |                               |
|  | Marcatori | 31’ Savėnas 90+2’ Rimkevičius |